# Нерассказанная история США
Нерассказанная история США (англ. The Untold History of the United States, также Нерассказанная история США Оливера Стоуна — англ. Oliver Stone's Untold History of the United States) — американский документальный телесериал 2012 года режиссёра и сценариста Оливера Стоуна.

## Производство
Рёжиссер Оливер Стоун и профессор истории Американского университета в Вашингтоне Питер Кузник начали работать над проектом в 2008 году. Сценарий был написан совместно с британским сценаристом Мэттом Грэхэмом. Проект представлял собой документальный мини-сериал для телеканала «Showtime» под рабочим названием «Тайная история Америки Оливера Стоуна» англ. Oliver Stone's Secret History of America, затрагивая «причины холодной войны с Советским Союзом, решение президента США Гарри Трумэна сбросить атомную бомбу на Японию, и изменения в глобальной роли Америки после падения коммунизма». Стоун, как режиссёр и рассказчик во всех десяти эпизодах, отмечал, что «с самого начала я смотрел на этот проект как на наследство своим детям, и, таким образом, чтобы дать им понять, чем я жил. Я надеюсь, что это может способствовать более глобальному пониманию нашей американской истории». Стоун также описал проект как «самую амбициозную вещь, которую я когда-либо делал. Конечно, в документальной форме, и, возможно, в художественной, особенной форме». В итоге съёмки сериала заняли четыре года и Стоун говорил, что «он должен был занять два года, но это путь по графику». Сам Стоун вложил 1 миллион долларов США из собственных средств в бюджет сериала, и так раздутый за время производства от 3 до 5 миллионов.

## Показы и релиз на DVD
Премьера первых трёх эпизодов состоялась на Нью-Йоркском кинофестивале 6 октября 2012 года, которые были описаны журналистами «Indiewire» как «чрезвычайно убедительные» и «смелые».
12 ноября в 8 часов вечера премьера первого эпизода сериала состоялась на канале «Showtime».
4 мая 2013 года сериал был лично представлен Стоуном на Подрывном фестивале в Загребе, включившим в себя также дебаты и публичные лекции видных интеллектуалов, таких как Славой Жижек и Тарик Али.
15 октября Оливер Стоун объявил, что сериал будет выпущен в формате «Blu-Ray» на 4 дисках в сопровождении различного бонусного контента, а также двух эпизодов пролога. Первый пролог расскажет о Первой мировой войне, русской революции и Вудро Вильсоне, а второй — об эрах Франклина Рузвельта, Адольфа Гитлера и Иосифа Сталина. 4 марта 2014 года на собственном сайте Стоун объявил о том, что сериал официально доступен на DVD.

## Эпизоды

### Пролог
Только на DVD
- Эпизод A: 1900—1920 — Первая мировая война, Русская революция и Вудро Вильсон
- Эпизод B: 1920—1940 — Рузвельт, Гитлер, Сталин: Битва идей

### Обзор

#### Первый сезон
| № | №  | Название                                                                                                  | Дата показа в США | Зрители США (миллионы) |
| --- | -- | --- | ----------------- | ---------------------- |
| 1 | 1  | «World War II» «Вторая мировая война»                                                                     | 12 ноября 2012    | —                      |
| Для многих поколений американцев Вторая мировая война является справедливой войной, в которой США и их союзники одержали верх над немецким нацизмом, итальянским фашизмом и японским милитаризмом. И лишь немногие вспоминают ее как самую кровопролитную войну в истории человечества, унесшую жизни 65 миллионов человек. Авторы фильма рассказывают о том, что США, Великобритания и Франция не сделали практически ничего для предотвращения распространения нацизма в Европе и прихода Гитлера к власти. Американские компании «Форд», «Дженерал Моторс», «Файерстоун» и «Тексако» поставляли генералу Франциско Франко, а позже и Гитлеру военные машины, станки и топливо. Лидер Советского Союза Иосиф Сталин неоднократно призывал Запад объединиться в борьбе с Гитлером и Муссолини, но эти призывы неизменно игнорировались. |    | |                   |                        |
| 2 | 2  | «Roosevelt, Truman, & Wallace» «Рузвельт, Трумэн и Уоллес»                                                | 19 ноября 2012    | —                      |
| Большое внимание уделено тому, что происходило за кулисами знаменитых исторических конференций в Тегеране и Ялте, где Сталин, Рузвельт и Черчилль обсуждали послевоенное устройство Европы. Оливер Стоун говорит о том, что призывая Сталина учитывать интересы союзников, Британия и Америка сами не стремились учитывать интересы Советского Союза. И если президент США Рузвельт призывал к диалогу с Советским Союзом, то премьер-министр Великобритании Черчилль проводил более жесткую политику. Ситуация усугубилась в апреле 1945 года после смерти Рузвельта, когда в результате внутриполитических интриг и заговоров новым президентом США стал Гарри Трумэн — ставленник ярых противников Советского Союза. Он начал свою деятельность с ультимативного диалога с министром иностранных дел СССР Молотовым, в котором обвинил советское руководство в нарушении Ялтинских договоренностей, и оттягивал встречу со Сталиным, дожидаясь результатов испытания атомной бомбы в американской пустыне. |    | |                   |                        |
| 3 | 3  | «The Bomb» «Бомба»                                                                                        | 26 ноября 2012    | —                      |
| Применение атомной бомбы избавило США от необходимости начать сухопутную операцию на территории Японии, что неминуемо привело бы к огромным жертвам. Но и этой операции можно было бы избежать. Японцы были готовы сдаться еще в мае 1945 года, если бы американцы гарантировали им сохранение власти императора. Кроме того, атомная бомба была для Трумэна «дубинкой, которой можно размахивать перед носом у Сталина». Приписывать решающую роль в победе именно атомной бомбе — значит оскорбить память людей, отдавших свои жизни во имя этой победы. После бомбардировки даже ученые, разработавшие бомбу, стали испытывать угрызения совести, понимая, какую разрушительную силу они разбудили. Они предлагали Трумэну ввести международный контроль за ядерными исследованиями, но президент и его военные министры не прислушались к доводам разума. Гонка вооружений началась. |    | |                   |                        |
| 4 | 4  | «The Cold War: 1945-1950» «Холодная война: 1945–1950»                                                     | 3 декабря 2012    | —                      |
| После успешного военного сотрудничества во Второй мировой войне появилась надежда на СССР, США и их союзники, объединившись, смогут и в будущем успешно противостоять любым угрозам. Однако условия для экономического развития у стран союзниц были слишком разные. США были единственной страной, чья экономика вышла из войны не пострадавшей, а окрепшей. Помогая странам Европы экономически, США навязывали им свою политическую волю, размещая на их территории военные базы. Советский Союз, обладавший самой большой армией в мире и сыгравший ведущую роль в антифашистском движении, представлялся некоторым ведущим американским политикам источником угрозы. После того, как в СССР прошли испытания первой атомной бомбы, США почувствовали себя уязвимыми, как никогда. Началась гонка ядерного вооружения, которой так опасались Генри Уоллес и многие ученые. США ускорили разработку водородной бомбы. В июне 1950 года Северная Корея вторглась на территорию Южной, и Холодная война стала по-настоящему горячей. Трумэну необходимо было продемонстрировать военную мощь США, и он решил это сделать в Корее . |    | |                   |                        |
| 5 | 5  | «The '50s: Eisenhower, The Bomb & The Third World» «'50-е: Эйзенхауэр, Бомба и Третий мир»                | 10 декабря 2012   | —                      |
| Развенчание мифа о том, что время президентства Дуайта Эйзенхауэра было временем мира и процветания. Ему нельзя не отдать должное — в то время когда, война с Советским Союзом казалась весьма вероятной, он сумел ее избежать. Но нельзя закрывать глаза и на другое. Именно благодаря Эйзенхауэру мир вступил на скользкий путь самоуничтожения, бесконтрольно наращивая военный потенциал. Количество ядерных зарядов выросло с тысячи до 20 тысяч. Угроза применения ядерного оружия вошла в повседневный арсенал американской внешней политики. Во время президентства Эйзенхауэра США свергали правительства по всему миру и вмешивались во внутренние дела независимых государств: Ирана, Гватемалы, Вьетнама, Конго, Индонезии и многих других. Эйзенхауэр ввел эмбарго на торговлю с Кубой, которое продержалось более 50 лет, и разработал план операции по вторжению на Кубу, который вынужден был осуществить его преемник — Джон Кеннеди. |    | |                   |                        |
| 6 | 6  | «JFK: To The Brink» «Кеннеди: На грани»                                                                   | 17 декабря 2012   | —                      |
| В октябре 1962 года СССР и США готовились к войне. Ядерные ракеты были нацелены на важнейшие военные объекты и крупнейшие города вероятного противника. Мир был на грани ядерной катастрофы. Руководители двух самых сильных государств планеты — Джон Кеннеди и Никита Хрущёв — сумели мирно разрешить Карибский кризис, однако оба они понимали, как трудно направлять события, когда мир неудержимо скатывается к катастрофе. Из опыта тех напряженных дней они извлекли урок: мир может не пережить холодной войны, если она будет продолжаться и дальше. 22 ноября 1963 года, задолго до того, как Кеннеди сумел воплотить их общую с Хрущевым мечту о перестройке мира, его жизнь оборвали пули убийцы в Далласе. У него было много врагов, которые ненавидели его за стремление к переменам так же, как их предшественники ненавидели Генри Уоллеса.. |    | |                   |                        |
| 7 | 7  | «Johnson, Nixon & Vietnam: Reversal Of Fortune» «Джонсон, Никсон и Вьетнам: Поворот судьбы»               | 24 декабря 2012   | —                      |
| Линдон Джонсон был прямой противоположностью своему погибшему предшественнику. На второй день своего президентства он заявил, что «не намерен терять Вьетнам» и издал меморандум, в котором заявил о переходе США к более активным военным действиям. Джонсон начал планомерную эскалацию конфликта, постоянно расширяя «зоны свободного огня», где можно было стрелять «по всему, что движется». В 1968 году у американцев, уставших от войны появился новый герой — харизматичный Роберт Кеннеди. Его убийство, сразу после победы на предварительных выборах в Калифорнии, стало тяжелым ударом для движения реформаторов. На президентских выборах победил Ричард Никсон, продолживший войну во Вьетнаме. Половина всех потерь США в этой войне пришлась на его президентство. Его мало что останавливало. Ричард Никсон оказался замешен в Уотергейтском скандале. Только решение уйти в отставку спасло его от импичмента. Никто тогда не мог предположить, что по сравнению с тем миром, который принесут американцам Рональд Рейган и Джордж Буш-младший, эра Никсона будет вызывать ностальгию у его сограждан. |    | |                   |                        |
| 8 | 8  | «Reagan Gorbachev & Third World-Rise of the Right» «Рейган, Горбачёв и Третий мир — Подъём правых»        | 31 декабря 2012   | —                      |
| 9 августа 1974 года Ричард Никсон, 37-й президент США, ушел в отставку, чтобы избежать импичмента. Его пост занял вице-президент Джеральд Форд. Он запретил переговоры по ОСВ и запретил использовать в Белом доме термин «разрядка». Но даже после этого он казался радикальным лидерам Республиканской партии слишком «умеренным». На выборах 1976 года Форд проиграл демократу Джимми Картеру. Картер хотел покончить с гонкой вооружений, вернуться к политике разрядки и укрепить пошатнувшийся авторитет Америки. Однако он был очень неопытен во внешней политике и находился под влиянием своего советника по национальной безопасности Збигнева Бжезинского. Картер сократил торговлю между СССР и США и запретил американским спортсменам участвовать в Московской олимпиаде. Его политика стала предвестником еще более праворадикального курса Рональда Рейгана, сменившего его на посту президента США. В 1987 году в Берлине Рейган бросил вызов лидеру СССР: «Генеральный секретарь Горбачёв!Если вы хотите мира, если вы хотите процветания для Советского Союза и Восточной Европы — приходите к этим воротам!Господин Горбачев, снесите эту стену!». Всего через два с половиной года стена была снесена, а в 1991 году распался Советский Союз. Холодная война закончилась. Американцы считали, что Рейган одержал в ней победу. Его стали называть одним из величайших президентов в истории США. Но так ли это? И что на самом деле скрывалось за улыбкой самого странного американского президента? |    | |                   |                        |
| 9 | 9  | «Bush & Clinton: Squandered Peace-New World Order» «Буш и Клинтон: Растрата мира – Новый мировой порядок» | 7 января 2013     | —                      |
| 41-й президент Джордж Буш-старший не был ни дальновидным, ни смелым политиком. Подобно Гарри Трумэну после Второй мировой, он окружил себя консерваторами — антисоветчиками. Все они считали, что сотрудничество с Горбачевым приведет к ослаблению Запада. Даже не пытаясь добиться прогресса в отношениях с Советским Союзом, Буш предпочитал расширять связи с Китаем. После войны в Персидском заливе Буша поддерживал 91 процент избирателей. Однако, неожиданно для всех, на выборах 1992 года победил демократ Билл Клинтон. Теперь трудно было найти оправдание раздутому военному бюджету, десятилетиями оттягивавшему средства, необходимые на развитие страны. Американцы хотели, наконец, получать дивиденды от мирной политики. Но Клинтон, поддавшись давлению консерваторов, свернул программу помощи семьям с малолетними детьми, которая со времен Великой депрессии позволяла выживать беднейшим слоям населения. Он поддержал «Войну с наркотиками» и ужесточение наказания для преступников. США не сталкивались с открытой угрозой со стороны других стран, но администрация Клинтона еще сильнее, чем ее оппоненты-республиканцы, зациклились на обороне страны. Благодаря тому, что возрождавшаяся тогда мировая экономика была ориентирована на рынки и финансовую систему США, Клинтон оставил своему преемнику достаточно благополучную страну. В 2000 году, надеясь извлечь выгоду из политического наследия Клинтона, его партия выдвинула на пост президента Альберта Гора. Однако эти выборы оказались самыми скандальными за всю историю США. В избирательный процесс впервые вмешался Верховный суд. Только благодаря ему победу одержал Джордж Буш-младший. Случись нечто подобное в другой стране, США назвали бы это государственным переворотом. Летом 2001 года многое свидетельствовало о готовящемся нападении на США. Но Буш и его советники не прислушивались к предостережениям ФБР и ЦРУ. |    | |                   |                        |
| 10 | 10 | «Bush & Obama - Age of Terror» «Буш и Обама — Век террора»                                                | 14 января 2013    | —                      |
| Для большинства американцев события 11 сентября 2001 года стали ужасной трагедией, но для Джорджа Буша-младшего и Дика Чейни это был еще и шанс реализовать план, над которым десятилетиями работали неоконсерваторы. Уже через несколько дней после атаки Буш выступил на заседании Конгресса. Он заявил, что США вступают в глобальную войну, а через месяц США вторглись в Афганистан — якобы для уничтожения фанатиков-исламистов. США отправляли задержанных по подозрению в пособничестве террористам в секретные тюрьмы, где к ним применялись пытки и другие «жесткие методы допроса». Для Буша Афганистан оставался второстепенной проблемой. Он сконцентрировался на уничтожении давнего противника своего отца Саддама Хусейна. В начале октября 2002 года Конгресс закрепил за Бушем право начать войну с Ираком, когда он сочтет это нужным. Как и предсказывали оппоненты Буша, восьмилетняя война оказалась провальной. С преемником Буша, Бараком Обамой, связывали надежды на перемены. Однако они не оправдались. К 2011 году уровень бедности достиг отметок 1960-х годов. Доходы среднестатистической американской семьи упали на 40 процентов. Народный гнев вылился в форме акции протеста «Захвати Уолл-Стрит». У Обамы был небольшой опыт во внешней политике, поэтому он окружил себя целым сонмом советников. В их числе оказался работавший еще при Буше министр обороны Роберт Гейтс — сторонник жесткого курса и ветеран ЦРУ. Госсекретарь Хиллари Клинтон была настроена не менее воинственно. То, что президент, развязавший две войны, получил Нобелевскую премию мира, казалось верхом абсурда. Когда весь мир услышал, как Обама защищает политику односторонних решений и преимущественное право США, премия утратила свою ценность. Как это произошло и 36 лет назад, когда нобелевским лауреатом стал Генри Киссинджер. Для американцев, уставших от этих войн, единственным светлым моментом в американской внешней политике стало 2 мая 2011 года, когда во время ночного рейда спецподразделения ВМФ США был убит Усама бен Ладен. При Обаме членами НАТО стали Албания и Хорватия. В Ираке США бросили пятьсот военных баз. Но очень скоро, к уже имеющимся шести тысячам базам в собственной стране, они добавили тысячу новых — за ее пределами. |    | |                   |                        |

## Общественное влияние

### Критика
Эндрю Голдман из «New York Times» отметил, что «Стоун создавал свой новый сериал, ориентируясь на сериал ITV 1973-74 годов „Мир в войне“, состоящий из 26 эпизодов и рассматриваемый как исчерпывающее и авторитетное изучение Второй мировой войны, которое только может дать телевидение», а Джон Уинер из «The Nation» сравнил сериал с телециклом Холодная война, состоящим «из двадцати четырёх частей, задуманных Тедом Тёрнером и показанных на CNN в 1998 году. Эти великолепные произведения рассказывают историю с разных точек зрения и избегают положения об американской исключительности». Дэвид Уиеганд из «San Francisco Chronicle» сказал, что данный сериал — это «фильм в лучшем своём проявлении, то есть в показе панорамного обзора нашей истории в середине 20-го века. Умелое подстрекательство и превосходная редакторская работа» сочетается с вопросом «Что, если?», который «возможно, был бы более точным названием для сериала, по крайней мере, для первых четырёх фильмов, потому что большая часть их содержания не рассказ как таковой, а, скорее, пересказ с толкованием и акцентированием Стоуна». Верн Гэй из «Newsday» заметил, что сериал — «это в значительной степени простой и тяжёлый пересказ Второй мировой войны», перемежающийся «кадрами кинохроники и советскими пропагандистскими фильмами», что «странно и увлекательно».
Алессандра Стэнли из «The New York Times» отметила, что «этот документальный сериал — совсем не шутка, хотя некоторые могут посчитать его смешным. Он не только абсолютно серьезен, но и довольно прямолинеен: 10-серийное обвинение США не пытается казаться беспристрастным», фокусируя «внимание на том, что Америка сделала неправильно. И это достаточно справедливо: очень много документальных лент прославляют американскую исключительность». Брайан Лоури из «Variety» заявил, что «проекту отчаянно необходимо мнение третьей стороны, историков, или хотя бы чей-то сторонний голос, помимо потертой архивной съемки; чтение текста можно было доверить нескольким актёрам, а не только самому Стоуну. Кроме того, Стоун-режиссёр в глубине души верит, что все, что достойно быть упомянутым, достойно быть возведенным в превосходную степень. И, как и США в описанный в фильме период, он иногда чувствует себя своим собственным заклятым врагом». Мэри Макнамара из «Los Angeles Times» сказала, что «Стоун в доказательствах своей версии событий не обращает особого внимания на социальные, политические и психологические сложности, которые определяют развитие человека. Умышленно или нет, он превращает свою историю в альтернативную мифологию, основанную гораздо больше на поверхностном повествовании, чем на глубоком анализе. А разве не этим он был недоволен изначально?».
Бывший коммунист и адъюнкт консервативного Института Хадсона Рональд Радош свёл сериал об истории США к сочувствию Стоуна к Сталину, виновному в «гибели миллионов при спровоцированном государством голоде и сотнях тысяч отправленных в ГУЛАГ», задавшись вопросом: «нужен ли нам Оливер Стоун, человек, который ничего не знает о том, что такое история, однако банально изобразил её в виде сериала о заговорах, чтобы дать нам свою показную интерпретацию». Позже, в неоконсервативном журнале The Weekly Standard, Радош и вовсе буквально обвинил Стоуна в плагиате «ревизионизма холодной войны» у члена Американской коммунистической партии и «оперативника КГБ» Карло Марцани, «стремившегося показать, что холодная война была начата администрацией Трумэна с намерением уничтожить мирный альянс с Советским Союзом и увеличением американской гегемонии во всем мире», так как «снова и снова, Стоун использовал те же цитаты, одни и те же аранжировки материала и те же аргументы». Либертарианский журналист Майкл Мойнихан охарактеризовал сериал и книгу как «чудо исторической безграмотности», отметив, что «авторы опираются на безнадежно устаревшие книги» и «просто обрезают цитаты», сделав вывод в том, что «Стоун и Кузник могут взорвать Соединенные Штаты, но они не имеют права на свои собственные факты».
В ответ на критику Питер Кузник отметил, что, согласно «Национальной оценке образовательного прогресса, являющейся федеральными результатами испытаний, опубликованными в июне 2011 года, областью, в которой американские студенты наиболее плохи, является на самом деле история США. По результатам, только 12 процентов учащихся средних школ разбираются в истории США» и «то, что нашим студентам преподают об атомных бомбардировках Хиросимы и Нагасаки — только малая часть систематических попыток обелить и вычистить американскую историю. Это имеет огромное значение, потому что взгляд человека на прошлое не только определяет его действия в настоящем, но и ограничивает чувство того, что возможно в будущем. Настало время для общенационального диалога о том, какой на самом деле была наша история, со всеми её достоинствами и недостатками». Оливер Стоун сказал, что «я утверждаю, что все факты, о которых рассказывает фильм, были тщательно проверены и базируются на подлинных документах. Мы очень серьезно отнеслись к этой работе. На кону была также репутация Питера Кузника. Но естественно, что, если вы хотите уместить большой исторический отрезок — с 1940-х до наших дней — в 12-часовом фильме, вам придется опустить какие-то факты, детали. Это неизбежно. Потому мы с Питером написали одноименную книгу, более подробную. Подчеркну: книга была написана после того, как фильм уже вышел, что несколько необычно. Тем самым мы предвосхитили атаки критиков. При создании книги, равно как и сериала, мы работали с двумя независимыми группами, которые проверяли факты. И ещё по поводу критиков: дело не в том, что они ругали меня, а в том, что многие попросту проигнорировали фильм. Он не был им интересен. И вообще, по его поводу не было никакой публичной дискуссии. Нам не дали выступить в эфире NPR, мы не получили предложения о сотрудничестве от PBS. Потому что такие предложения распространяются только на проамериканские документальные фильмы».
В 2014 году в программе «Познер», Стоун снова опроверг заявления о том, что его книга и фильм являются антиамериканскими произведениями, так как «это совсем не про меня… Я стремлюсь к свету, я ищу правду. Я вырос на фальшивой истории США, мы в Америке имеем вариант мировой истории от Диснея, и это большая проблема, которую мы не осознаем… Я вырос с мыслью, что коммунистическое движение стремится к покорению мира, я рос в огромном страхе. Мы должны оставить аргументы холодной войны в прошлом, двинуться в новую эпоху, но мы не смогли этого сделать, и поэтому книга и фильм „Нерассказанная история США“ принципиально важны», добавив, что «я считаю это главным фильмом в своей карьере. Самым длинным, но, однозначно, очень мощным. Как сказал один критик: „Это скорбный плач кинорежиссёра по своей потерянной стране. Стране, которую он любил“». Ведущий передачи Владимир Познер задался вопросом и сам на него ответил — «как вам кажется, Оливер Стоун патриот? По-моему, несомненно. Конечно, в глазах так называемых патриотов-консерваторов в Америке он вовсе не патриот, он „пятая колонна“, он американофоб, он враг народа и т.д… Собственно, они говорят о нём точно так же, как некоторые наши патриоты-государственники говорят о любом человеке, который критикует Россию, — „пятая колонна“, русофоб, иностранный агент, ну и прочее. Вздор это, глупость и тупость. Есть критика — и критика, и в самом деле есть люди, которые не любят свою страну и которые получают удовольствие от того, что „поливают“ её. Но они не достойны общественного внимания, бог с ними. А есть люди, которые глубоко переживают за свою страну и которые считают нужным публично и во весь голос говорить о её проблемах, ошибках, заблуждениях и если надо даже о её преступлениях. Они считают, что общество должно знать, должно задумываться, должно быть в курсе, чтобы каждый отдельно взятый человек, каждый член этого общества действовал как гражданин — осознанно и ответственно. Это и есть настоящий патриот».

### Одноимённая книга
Дополнением к сериалу считается основанная на нём 784-страничная книга «Нерассказанная история США» (англ. The Untold History of the United States), написанная Стоуном и Кузником, и опубликованная 30 октября 2012 года издательством «Simon & Schuster». Рабочим названием книги было Тайная история, однако Кузник возражал, потому что «правда в том, что многие из наших „секретов“ были спрятаны на передней странице „The New York Times“. Если люди думают, что секреты таят в себе глубокие, темные заговоры, они будут разочарованы. Мы будем излагать лишь лучшее для недавних школьников». Впоследствии книга была переименована в нынешнее название.
Джон Уинер из «The Nation» сказал, что книга «избегает теорий заговора», сравнив её с «Народной историей США» Говарда Зинна. Журналист «Guardian» Гленн Гринвальд отметил, что книга «выдвигает на первый план ключевые факты в истории США в течение последнего столетия, которые были в значительной степени проигнорированы или сознательно искажены. Я читал главы из книги и рекомендую её чрезвычайно», а сериал является «провокативным и стоящим». Сам Стоун отметил, что «фильм сильнее книги, потому что в нём больше визуальной информации, — это становится очевидно, когда пересматриваешь его во второй или третий раз. Но в то же время книга берет силой слова, фактами и ссылками на источники — все это усиливает эмоциональную реакцию, которую вы получили от фильма».
Станислав Зельвенский в «Афиша. Воздух» отметил, что «это не худший учебник новейшей истории, гигантский массив информации, бойко и складно изложенной. Идейная ангажированность заставляет авторов подтягивать события под свою концепцию, и надо делать на это скидку, но факты они стараются не перевирать — даже резко критические рецензии американских историков касаются скорее трактовок, нежели фактических ошибок в книге. Да и позиция, если уж на то пошло, совсем не страшна: это умеренно левый и безусловно гуманистический взгляд на XX век». Анонимные журналисты «Lenta.ru» отметили, что книга «о бесчинствах американской военщины в развивающихся странах» займёт «достойное место на полках у параноиков почвеннического толка рядышком с хрестоматийным исследованием „ЦРУ против СССР“ Н. Яковлева».

### Учебный проект
В октябре 2013 года создателями сериала был запущен учебный проект, основанный на событиях из сериала и книги. Проект ставит целью укрепление критического мышления у студентов и преподавателей в средних школах и университетах благодаря плану уроков, основанных на отдельном эпизоде сериала.